# ابنالپ
ابنالپ (به لاتین: Ebenalp) یک کوه در سوئیس است که در کانتون اپنزل اینرهودن واقع شده‌است. ابنالپ ۱٬۶۴۰ متر بالاتر از سطح دریا واقع شده‌است.